# Calamopus tenebrarum
Calamopus tenebrarum är en spindelart som beskrevs av Christa L. Deeleman-Reinhold 200. Calamopus tenebrarum ingår i släktet Calamopus och familjen sporrspindlar. Inga underarter finns listade.